# Trofeu de s'Agricultura
El Trofeu de s'Agricultura és un dels trofeus estiuencs de futbol de més renom de les Illes Balears. Es juga a Sa Pobla, i el seu equip local, la Unió Esportiva Poblera sempre hi és present.

## Història
El Trofeu de s'Agricultura va quedar instituït l'estiu de l'any 1973, per iniciativa de la directiva del club pobler que presidía Josep Alorda Rios, i que baix diferents formats de competició, s'ha celebrat de manera continuada i inenterrompudament, any darrere any.
Les primeres edicions comptaven amb la participació d'equips de la comarca per aconseguir una major afluència de públic, seguidors dels equips participants, sempre amb el Poblense com amfitrió. Així, eren quasi fixes la presència del Pollença, Murense, Margaritense i Constància, si bé ja són bastants els equips mallorquins que han participat en qualsevol edició.
La celebració del Trofeu de s'Agricultura, en principi i fins a l'any 1982, coincidía amb les festes de Sant Jaume, conservant, així, una antiga tradició d'organitzar la disputa de partits de futbol amistosos com un acte més dins el programa d'actes de les festes populars pobleres.
No eren, evidentment, les dates més adequades, ja que els equips encara no estaven gens rodats, ni acoblats, ni tampoc, els jugadors, en la forma física idònia per jugar un partit de futbol baix les elevades temperatures del mes de juliol. Però sí que tenien, aquells partits, l'atractiu d'oferir als aficionats l'oportunitat de veure en acció, per primera vegada, abans que comencés la temporada de competició, a les noves incorporacions que havia realitzat el seu club, i al mateix temps es formaven una idea del que podria donar de si el seu equip a la competició de lliga. Just el mateix que succeeix ara amb els actuals tornetjos estiuencs o de pretemporada, ja ben entrat el mes d'agost.
Les deu primeres edicions del Trofeu de s'Agricultura, se celebraren a les darreries del mes de juliol, per a després, a partir de l'any 1983, fer-ho el més amunt possible del mes d'agost, pocs dies abans del començament de la competició oficial.
La presència d'equips punters i histórics del futbol balear, i també la bona organització que sempre l'han caracteritzat, li han conferit al torneig pobler un gran prestigi. Com ja s'ha dit, a les primeres edicions foren reiterades la participació dels equips de la comarca que aleshores gaudien de cert prestigi dins el panorama futbolístic illenc, però també cal tenir en compte la presència d'altres com el Sóller, el Cardassar i dels històrics Constància, Atlètic Balears, i la quasi continuada participació del Reial Mallorca des de l'any 1983 en què va retornar a la Primera Divisió.
No només han estat equips mallorquins els que han conformat els cartells del Trofeu de s'Agricultura. A la setena edició (1979), el torneig pobler va adquirir aspecte d'internacionalitat, ja que va comptar amb la participació de l'equip de la Primera Divisió del Marroc, el FAR del Marroc (Forces Armades Reials del Marrocs), juntament amb el Màlaga, de la primera divisió espanyola i el Poblense, que militava a la Tercera Divisió Nacional. El Trofeu de s'Agricultura, també ha comptat amb la participació de l'Elx (Segona Divisió), a la XIV edició (1986) i del Hércules d'Alacant (Segona Divisió), a la XV, l'any 1987.
Amb el pas dels anys, també s'ha anat variant el format en la disputa del torneig. Les primeres edicions es disputaren baix la clásica fórmula quadrangular, passant pel sistema triangular o el triangular ràpid de 45 minuts cada partit, fins a acabar a partit únic, des de la XXV edició.
Des de la seva institució, l'organitzador del torneig és el mateix club Unió Esportiva Poblense, i el mateix club sempre ha estat el responsable del seu finançament, amb la col·laboració de l'Ajuntament de sa Pobla i d'altres entitats o empreses privades, i també dels clubs participants.
Si bé s'ha plantejat i fins i tot intentat, i no s'ha aconseguit, ha estat el disseny d'un trofeu que identifiqui el torneig, un disseny original i propi com tenen els tornejos de prestigi i amb historial.
Si repassam el palmarès per equips, veurem que el Reial Mallorca és l'equip que més vegades s'ha proclamat guanyador amb un total de 16 ocasions, cosa lògica si es té en compte la seva militància a superior categoría (Primera o Segona Divisió), a més de ser, després del Poblense, l'equip que ha participat a major nombre d'edicions (19). El Poblense ha ingressat igualment el trofeu a les seves vitrines en 15 ocasions.

## Historial
| Any  | Edició        | Campió             | Equips Participants                           | Resultat |
| ---- | ------------- | ------------------ | --------------------------------------------- | -------- |
| 1973 | I (1a)        | Poblense           | Poblense, Pollença, Murense i Margaritense    |          |
| 1974 | II (2a)       | Poblense           | Poblense, Atlètic Balears, Pollença i Murense |          |
| 1975 | III (3a)      | Constància         | Poblense, Murense, Constància i Pollença      |          |
| 1976 | IV (4a)       | Poblense           | Poblense, Cultural, Murense i Sóller          |          |
| 1977 | V (5a)        | Poblense           | Poblense, Atlètic Balears, Murense i Sóller   |          |
| 1978 | VI (6a)       | Constància         | Poblense, Constància, Murense i Sóller        |          |
| 1979 | VII (7a)      | Poblense           | Poblense, Màlaga i FAR del Marroc             |          |
| 1980 | VIII (8a)     | Poblense           | Poblense, Constància, Margaritense i Murense  |          |
| 1981 | IX (9a)       | Reial Mallorca     | Poblense, Reial Mallorca i Constància         |          |
| 1982 | X (10a)       | Reial Mallorca     | Poblense, Reial Mallorca i Manacor            |          |
| 1983 | XI (11a)      | Poblense           | Poblense, Mallorca i Murense                  |          |
| 1984 | XII (12a)     | Reial Mallorca     | Poblense, Mallorca i Manacor                  |          |
| 1985 | XIII (13a)    | Reial Mallorca     | Poblense, Mallorca i Manacor                  |          |
| 1986 | XIV (14a)     | Poblense           | Poblense, Mallorca Atlètic i Elx              |          |
| 1987 | XV (15a)      | Hércules d'Alacant | Poblense, Hércules i Atlètic Balears          |          |
| 1988 | XVI (16a)     | Reial Mallorca     | Poblense i Mallorca                           |          |
| 1989 | XVII (17a)    | Poblense           | Poblense, Atlètic Balears i Manacor           |          |
| 1990 | XVIII (18a)   | Cardassar          | Poblense i Cardassar de Sant Llorenç          |          |
| 1991 | XIX (19a)     | Manacor            | Poblense i Manacor                            | 1-1 p    |
| 1992 | XX (20a)      | Reial Mallorca     | Poblense i Mallorca                           | 1-2      |
| 1993 | XXI (21a)     | Poblense           | Poblense, Pollença i Mallorca                 |          |
| 1994 | XXII (22a)    | Reial Mallorca     | Poblense, Mallorca, Pollença                  |          |
| 1995 | XXIII (23a)   | Reial Mallorca     | Poblense, Mallorca i Sóller                   |          |
| 1996 | XXIV (24a)    | Reial Mallorca     | Poblense, Mallorca, Manacor i Constància      |          |
| 1997 | XXV (25a)     | Poblense           | Poblense i Sóller                             | 2-0      |
| 1998 | XXVI (26a)    | Reial Mallorca     | Poblense i Mallorca                           | 1-3      |
| 1999 | XXVII (27a)   | Reial Mallorca     | Poblense i Mallorca                           | 0-3      |
| 2000 | XXVIII (28a)  | Reial Mallorca     | Poblense i Mallorca                           | 1-6      |
| 2001 | XXIX (29a)    | Reial Mallorca     | Poblense i Mallorca                           | 0-8      |
| 2002 | XXX (30a)     | Reial Mallorca     | Poblense i Mallorca                           | 0-6      |
| 2003 | XXXI (31a)    | Reial Mallorca     | Poblense, Mallorca i Alcoyano                 |          |
| 2004 | XXXII (32a)   | Poblense           | Poblense i Mallorca                           | 1-1 (p)  |
| 2005 | XXXIII (33a)  | Poblense           | Poblense, Mallorca i Binissalem               |          |
| 2006 | XXXIV (34a)   | Alcúdia            | Poblense, Alcúdia i Binissalem                |          |
| 2007 | XXXV (35a)    | Atlètic Balears    | Poblense, Atlètic Balears                     | 0-1      |
| 2008 | XXXVI (36a)   | Atlètic Balears    | Poblense, Atlètic Balears                     | 0-4      |
| 2009 | XXXVII (37a)  | Poblense           | Poblense, Llosetense                          | 2-1      |
| 2010 | XXXVIII (38a) | Poblense           | Poblense, Atlètic Balears                     | 1-1 (p)  |
| 2011 | XXXIX (39a)   | Atlètic Balears    | Poblense, Atlètic Balears i Mallorca B        |          |
| 2012 | XL (40a)      | CE Binissalem      | Poblense, Binissalem i Mallorca B             |          |
| 2013 | XLI (41a)     | Reial Mallorca     | Poblense i Mallorca                           | 2-5      |
| 2014 | XLII (42a)    | Atlètic Balears    | Poblense i Atlètic Balears                    | 1-2      |
| 2015 | XLIII (43a)   | Reial Mallorca     | Poblense i Mallorca                           | 1-2      |
| 2016 | XLIV (44a)    | Reial Mallorca     | Poblense i Mallorca                           | 1-4      |
| 2017 | XLV (45a)     | UD Poblense        | Poblense i Mallorca B                         | 1-0      |
| 2018 | XLVI (46a)    | Reial Mallorca     | Poblense i Mallorca                           | 1-2      |

## Palmarès
- 19 títols: Reial Mallorca
- 16 títols: UD Poblense
- 4 títols: Atlètic Balears
- 2 títols: Constància d'Inca
- 1 títol: Hércules d'Alacant, Cardassar de Sant Llorenç, Manacor, Alcúdia i Binissalem